# Primera Batalla de Ras Lanuf
La batalla de Ras Lanuf fue un enfrentamiento que se dio entre el 2 al 12 de marzo entre las fuerzas de Muamar el Gadafi y las fuerzas rebeldes de Libia por el control de la ciudad de Ras Lanuf en la rebelión en Libia de 2011. Esta vino tras la primera batalla de Brega que se produjo dos días antes, aproximadamente 129 km al este de Ras Lanuf.
Esta ciudad es un enclave petrolero estratégico situado a unos 600 kilómetros de Trípoli. Está relativamente cerca de Bengasi, tomada por las fuerzas rebeldes en los primeros días de la rebelión libia.

## Batalla
Según los rebeldes, las fuerzas leales a Muamar el Gadafi utilizaron armamento pesado y helicópteros para atacarlos a un kilómetro del aeropuerto. Un rebelde afirmó haber visto a cuatro hombres delante de ellos morir a causa de una explosión. Los rebeldes informaron que hubo deserciones de la base militar local.
En algún momento durante la noche, las fuerzas rebeldes lograron capturar toda la ciudad de Ras Lanuf, incluyendo el aeropuerto y la base militar. Después de la captura de la base, los rebeldes afirmaron haber encontrado los cadáveres de 20 soldados que fueron ejecutados.
Además de los 20 soldados desertores que fueron ejecutados, cierto número de muertos fue reportado. Se informó que de seis a 16 personas habían fallecido en el fuerzas rebeldes con 31 heridos, y de dos a 25 partidarios de las tropas de tierra fueron asesinados además de dos pilotos leales. Se mostró a la prensa internacional los restos de un avión de combate que dijeron los rebeldes haber derribado en las proximidades de Ras Lanuf.